# Гейбл Стівсон
Гейбл Стівсон (англ. Gable Steveson; нар. 31 травня 2000, Портедж, Індіана) — американський борець вільного стилю, Панамериканський чемпіон, чемпіон Олімпійських ігор.

## Життєпис
Його мати назвала його на честь американського борця вільного стилю Дена Гейбла, який виграв золото в категорії до 68 кг на Олімпійських іграх 1972 року в Мюнхені.
Боротьбою почав займатися з 2004 року. На це його надихнули 2 старших брата, які теж були борцями. У 2015 році Гейбл став чемпіоном світу серед кадетів. Наступного року повторив цей успіх. У 2017 році став чемпіоном світу серед юніорів.
У 2019 році він був названий Великою Десяткою першокурсником року, представляючи Університет Міннесоти. Виступаючи за той же університет, у 2021 році він був названий співпереможцем трофею «Ден Ходж», яким нагороджується найкращий борець року в Сполучених Штатах Америки за результатами голосування національних ЗМІ та тренерів. Він розділив цю честь зі Спенсером Лі з Університету Айови.
Виступає за борцівський клуб «Minnesota Storm», Міннеаполіс. Тренер — Дастін Шлеттер (з 2016).
У фінальному поєдинку літніх Олімпійських ігор 2020 року в Токіо за 10 секунд до кінця він поступався представникові Грузії Гено Петріашвілі з рахунком 5:8, але зміг перевернути ситуацію двома обертаючими прийомами, другий завершився саме тоді, коли пролунала фінальна сирена — 9-8. Кут Петріашвілі в розпачі оскаржив рішення та втратив ще одне очко в цьому процесі, принісши американцю перемогу з рахунком 10-8. На шляху до цього поєдинку він не віддав суперникам жодного балу, перемігши, в тому числі чемпіона літніх Олімпійських ігор 2016 року Таху Акгюля з Туреччини.

## Спортивні результати на міжнародних змаганнях

### Виступи на Олімпіадах
| Змагання                    | Збірна | Вагова категорія           | Місце  |
| --------------------------- | ------ | -------------------------- | ------ |
| Літні Олімпійські ігри 2020 | США    | вільна боротьба, до 125 кг | Золото |

### Виступи на Панамериканських чемпіонатах
| Змагання                                   | Збірна | Вагова категорія           | Місце  |
| ------------------------------------------ | ------ | -------------------------- | ------ |
| Панамериканський чемпіонат з боротьби 2021 | США    | вільна боротьба, до 125 кг | Золото |

### Виступи на інших змаганнях
| Змагання                                 | Збірна | Вагова категорія           | Місце  |
| ---------------------------------------- | ------ | -------------------------- | ------ |
| Турнір Олександра Медведя 2019           | США    | вільна боротьба, до 125 кг | Срібло |
| Міжнародний меморіал Білла Фаррелла 2019 | США    | вільна боротьба, до 125 кг | Золото |

### Виступи на змаганнях молодших вікових груп
| Змагання                                      | Збірна | Вагова категорія           | Місце  |
| --------------------------------------------- | ------ | -------------------------- | ------ |
| Чемпіонат світу з боротьби серед кадетів 2015 | США    | вільна боротьба, до 100 кг | Золото |
| Чемпіонат світу з боротьби серед кадетів 2016 | США    | вільна боротьба, до 100 кг | Золото |
| Чемпіонат світу з боротьби серед юніорів 2017 | США    | вільна боротьба, до 120 кг | Золото |
| Чемпіонат світу з боротьби серед юніорів 2018 | США    | вільна боротьба, до 125 кг | 8      |